# Birinci Aral
Birinci Aral è un comune dell'Azerbaigian situato nel distretto di Ağdaş. Conta una popolazione di 1 521 abitanti.